# Nesapterus fallax
Nesapterus fallax är en skalbaggsart som beskrevs av Sharp 1908. Nesapterus fallax ingår i släktet Nesapterus och familjen glansbaggar. Inga underarter finns listade i Catalogue of Life.